# Commission européenne
Ne doit pas être confondu avec Commissions du Parlement européen.
La Commission européenne est l'une des principales institutions de l'Union européenne, avec le Conseil de l'Union européenne, le Parlement européen et le Conseil européen.
Instituée par le traité de Rome de 1957 (articles 155 à 163), elle est composée de commissaires européens (Il y a actuellement autant de commissaires que d'États dans l'Union, soit 27, bien que les traités ne l'imposent pas). Ceux-ci sont proposés par les chefs d'État ou de gouvernement des États membres réunis au sein du Conseil européen, et approuvés par le Parlement européen après auditions des candidats par les députés européens. Depuis 2019, sa présidente est l'Allemande Ursula von der Leyen. Le siège de la Commission est situé à Bruxelles, dans le bâtiment Berlaymont.
La Commission européenne a pour fonction principale de proposer (initiative législative) et de mettre en œuvre les politiques communautaires. « Gardienne des traités », elle veille à leur application et jouit d'un quasi-monopole du droit d'initiative dans le domaine des compétences exclusives de l'Union, comme l'union douanière, les règles de concurrence intracommunautaire ou le développement durable. C'est son rôle central de garante de « l'intérêt général » de l’UE, qui fonde ce monopole.[réf. nécessaire]
Au sein des systèmes politiques, la Commission européenne possède donc cette originalité de représenter « l'intérêt général » tout en exerçant une partie du pouvoir exécutif et en n’étant pas issue du Parlement européen, élu, lui, au suffrage universel. Les groupes de pression, qui représentent des intérêts catégoriels publics ou privés, jouent un rôle important dans le processus de décision.
Si le rôle de la Commission a des similitudes avec celui des gouvernements nationaux, il s’en distingue cependant. La Commission agit indépendamment des gouvernements des États membres. Les commissaires européens sont souvent des personnalités politiques qui, pour la durée d'un mandat européen ou deux, quittent leur scène nationale pour y revenir ensuite. De plus, le budget de la Commission dépend des États membres. La Commission est responsable devant le Parlement européen qui peut la censurer, mais exclusivement sur sa gestion, et ce par un vote des deux tiers du Parlement – ce qui distingue ce « pouvoir de contrôle » de celui habituellement observable dans les régimes parlementaires. Elle partage les pouvoirs exécutifs avec le Conseil européen (dont le rôle a des similitudes avec celui d'un chef d'État collectif) et surtout, les états membres . Son mandat est de cinq ans. Les commissaires sont assistés par une administration centrale qui est, par ses effectifs (27 000 personnes environ en 2007), la plus importante de l'Union européenne.
Les Commissions successives depuis 1958 sont plus ou moins dynamiques. Il faut en effet voir derrière l'action des présidents de la Commission et des commissaires européens l'importance du contexte général de l'intégration européenne.

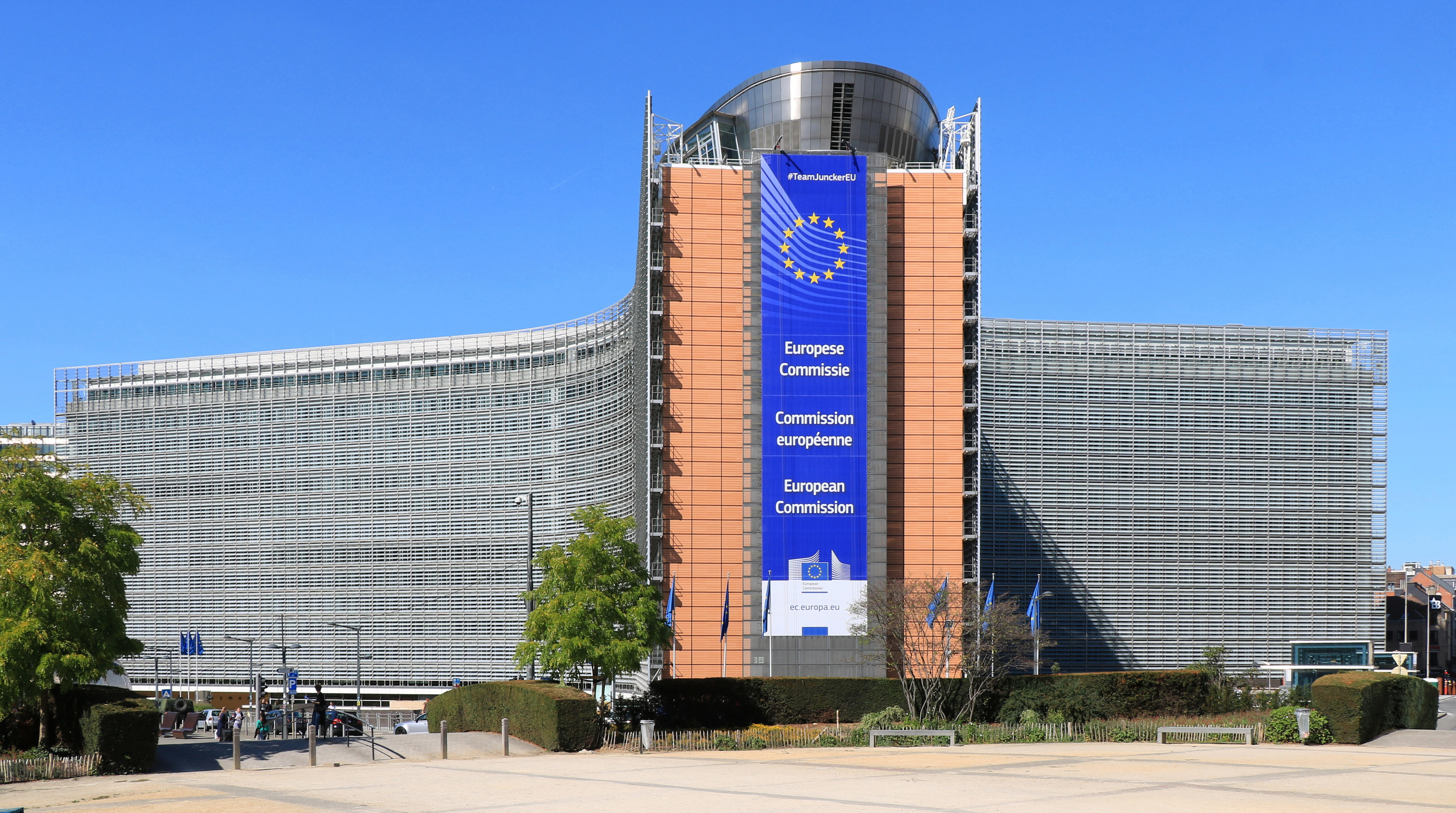
Siège de la Commission européenne à Bruxelles (bâtiment Berlaymont).

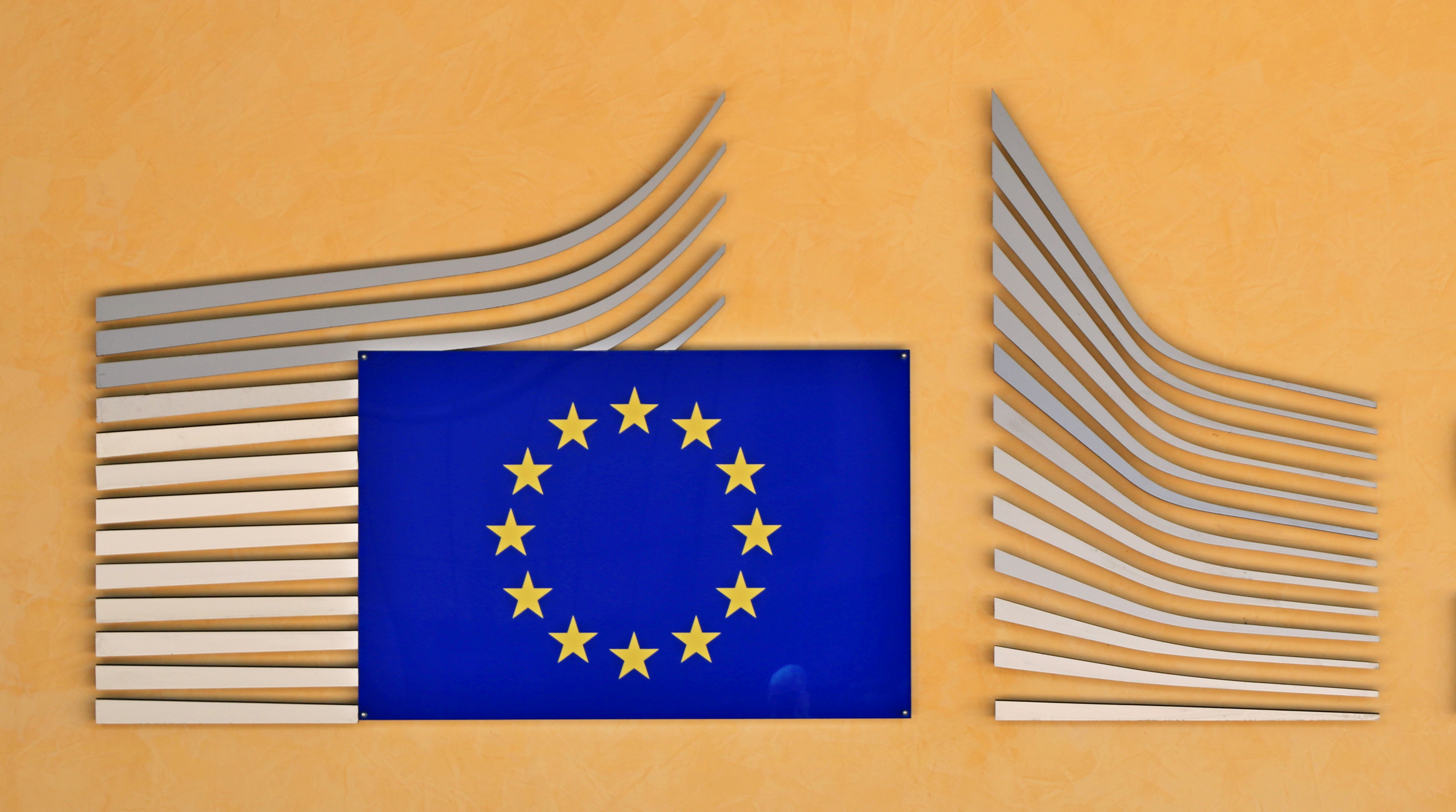
Logo de la Commission européenne à l'entrée du Berlaymont (évocation stylisée du bâtiment).

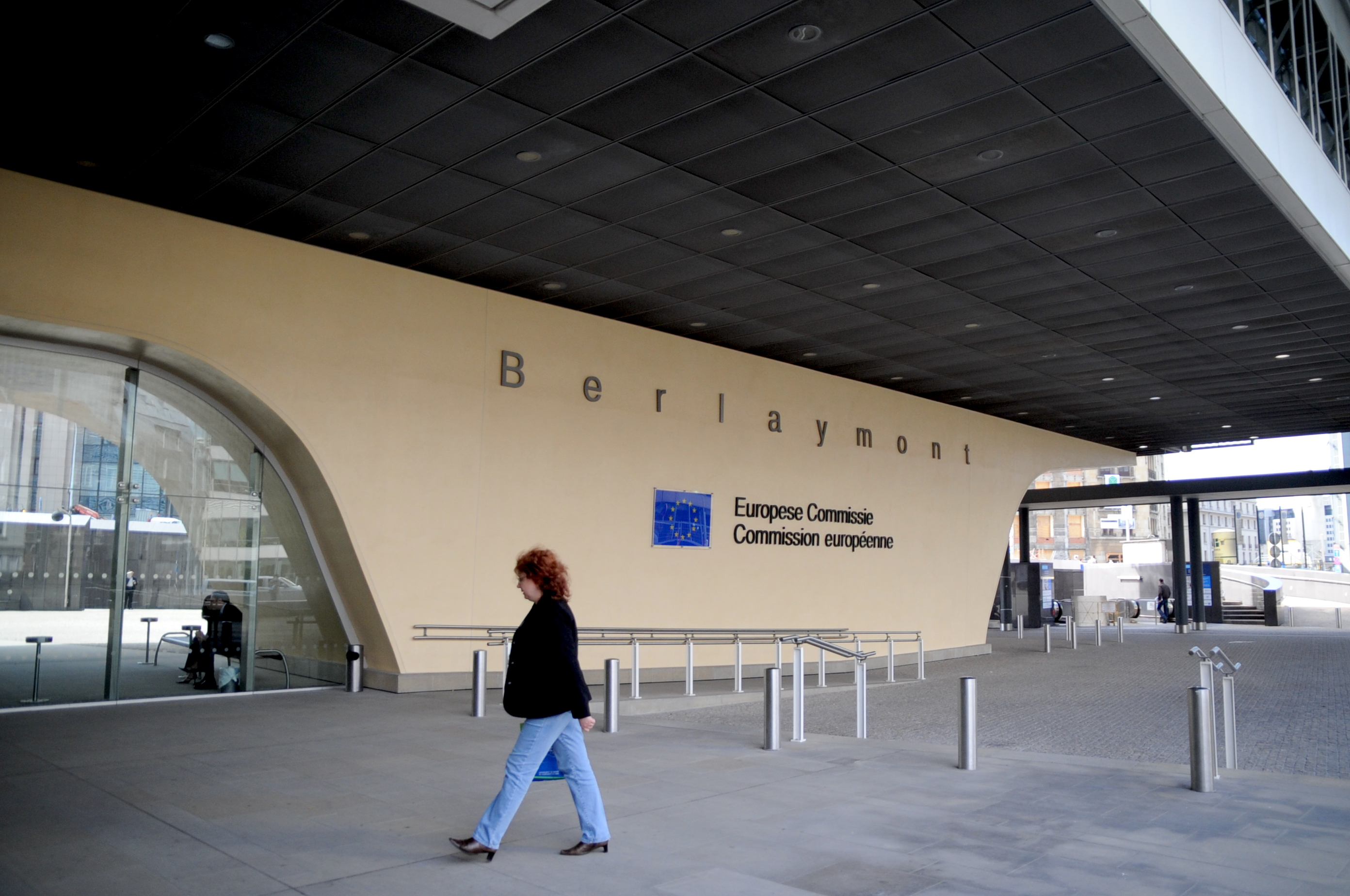
L'entrée du bâtiment Berlaymont, le 18 mai 2009.

## Histoire
Les deux commissions qui ont marqué l'histoire de l'intégration européenne sont la commission Hallstein (1958-1967), qui assure la viabilité de la jeune Communauté économique européenne et voit les rêves de supranationalité de son président buter contre l'intransigeance des États membres, et la commission Delors (1985-1995), qui achève le Marché commun et crée l'Union européenne sous l'impulsion de Jacques Delors.

### Mise en place de la Commission
Héritière de la Haute Autorité de la CECA, la Commission de la CEE mise en place en 1957 constitue le versant supranational des institutions européennes issues du Traité de Rome. Elle dispose néanmoins de moins de pouvoirs que son prédécesseur car elle est dépendante financièrement des États membres et partage les pouvoirs exécutifs et législatifs avec le Conseil des ministres. Le dynamisme du premier président lui assure néanmoins des marges de manœuvres importantes.
Le terme « Commission » relève d'un compromis entre partisans et détracteurs du terme envisagé et déjà en vigueur pour la CECA : « Haute Autorité ». « Commission » ferait référence à la terminologie anglo-saxonne et aurait été proposé par Pierre Uri au moment de boucler le traité de Rome.

### Commissions Hallstein (1958-1967): succès de la dynamique communautaire et ambitions déçues

#### Vision supranationale d'Hallstein: une méthode néofonctionnaliste pour l'Europe
Le très fort engagement européen des commissaires est caractéristique de la première commission : le président allemand Walter Hallstein, le Français Robert Marjolin, le Néerlandais Sicco Mansholt sont d'ardents promoteurs de l'idée européenne. L'unité politique de l'Europe est le but affiché de Walter Hallstein. Spécialiste de la CECA, Hallstein s'inspire de cette première communauté pour affirmer la reconnaissance internationale de la Commission européenne en développant un droit d'accréditation à usage interne (nomination de « représentants » au sein des États membres) et surtout externe (« représentants » à l'extérieur de la Communauté). Il soutient les politiques communes qui doivent mener, selon lui, à une intégration politique ; il est donc responsable pour une part du succès du modèle économique de la CEE, qui devient la dynamique européenne principale avec l'échec de l'AELE, portée par le Royaume-Uni. Mais ce succès dans le domaine économique appelle, selon la logique néofonctionnaliste chère à Jean Monnet, à l'union politique de l'Europe avec la Commission européenne pour chef d'orchestre.

#### Conflit avec la France de Charles de Gaulle
Les initiatives de Hallstein déconcertent les milieux dirigeants européens, qui n'avaient pas prévu que la Commission européenne, organe supranational, puisse prendre autant d'importance dans le processus communautaire. Le plan Fouchet, inspiré par Charles de Gaulle, tente de marginaliser la Commission dans la coopération politique, mais est finalement rejeté par les partenaires de la France.
Le plan Hallstein de 1965, présenté non pas devant le Conseil des ministres (représentants des États) mais devant l'Assemblée de la Communauté (voir Parlement européen), propose des ressources financières propres à la Commission européenne, un budget communautaire dépendant uniquement du Parlement européen et l'extension du vote à la majorité qualifiée. Le président de la Commission pense pouvoir l'imposer à de Gaulle en échange d'un règlement financier stable pour la Politique agricole commune, il n'obtient finalement que la crise de la CEE avec l'épisode de la chaise vide. Hallstein doit finalement se soumettre.

### Commissions de 1967 à 1984: des capacités d'initiatives limitées

#### Conséquences de la crise de la chaise vide et du protocole du Luxembourg
Jean Rey préside la commission du 7 juillet 1967 au 30 juin 1970.  À partir du protocole de Luxembourg, le Conseil des ministres prend le dessus sur la Commission qui ne fait plus preuve d'initiative que sur demande du Conseil. La relance de La Haye en 1969, dans ses modalités pratiques (sommet des chefs d'État et de gouvernement européens), est un prélude à l'institutionnalisation du Conseil européen qui marginalise encore plus la Commission dans le processus de décision communautaire, car les orientations à long terme sont définies par le Conseil européen. C'est toutefois Jean Rey qui représente les Six États membres de la CEE lors du Cycle de Kennedy. En 1969, la Commission reçoit le prix international Charlemagne pour son engagement en faveur de l'unification européenne. Franco Maria Malfatti prend les rênes de la Commission de 1970 à 1972 Homme politique dynamique il participe activement aux débats sur la coopération monétaire (plan Barre de 1969) sans résultat concret, puis préfère rejoindre la vie politique italienne. La commission dirigée par Sicco Mansholt (1972-1973) est marquée par de vifs débats en son sein sur la question du développement.

#### Contexte européen et international défavorable à la Commission
Les trois Commissions succédant à Mansholt sont dirigées par François-Xavier Ortoli, Roy Jenkins et Gaston Thorn. Étienne Davignon, Commissaire à l'Énergie et aux Transports est l'homme fort de cette dernière. Le contexte européen des années 1970 est placé sous le signe de l'État-nation, de la dynamique intergouvernementale. L'efficace couple franco-allemand Giscard d'Estaing-Schmidt tient à l'écart la Commission de la prise de décision.
C'est surtout le contexte international des années 1970 (crise monétaire, crise pétrolière, crise économique) qui paralyse la Communauté européenne et les initiatives de la Commission.

### Commissions Delors (1985-1995): le Marché unique et l'UEM
Dès sa prise de fonction il concentre son action sur des objectifs à la fois précis et ambitieux : achever le Marché commun européen, créer l'Union économique et monétaire et développer des politiques de solidarité. Jacques Delors peut compter sur le ferme soutien de la France de François Mitterrand et de l'Allemagne de Helmut Kohl ; on parle alors d'un trio Mitterrand-Kohl-Delors[réf. souhaitée]. Il a déjà une expérience européenne en tant que président de la commission économique et financière du Parlement européen et ministre de l'Économie et des Finances de la République française. Européiste convaincu et dynamique, il n'hésite pas à se confronter avec la Première ministre du Royaume-Uni, Margaret Thatcher, avec qui il entretient des relations tendues. Il peut enfin compter sur son cabinet dirigé par Pascal Lamy, et un collège de Commissaires soudé autour de son président.
La construction européenne doit à Jacques Delors :
1. Le Livre Blanc du 14 juin 1985 qui fixe l'établissement d'un marché unique avec un calendrier précis (« l'objectif 1992 ») ;
2. La Charte communautaire des droits sociaux fondamentaux des travailleurs suivie de 47 initiatives d'applications ;
3. L'Acte unique européen ;
4. Le rapport Delors, présenté et accepté au Conseil européen, sur l'Union économique et monétaire en trois étapes, aboutissant à une monnaie unique ;
5. Le Traité de Maastricht ;
6. Le développement de la politique de la concurrence ;
7. Une réflexion poussée sur l'avenir de l'Europe. Il le voit dans une fédération des nations européennes, car il pense que l'identité des nations est primordiale, qui a pour vocation de se diriger elle-même sans pression extérieure, qui régule les lois du marché et est capable de défendre ce qui fait son identité : la liberté et la solidarité ;
8. Le programme d'Edimbourg, adopté en avril 1993, par le Conseil ECOFIN, pour lutter contre le chômage, au sein de l’UE, mais qui n’a jamais été mis en œuvre et fut remplacé par la « Stratégie de Lisbonne ».

### Après Delors

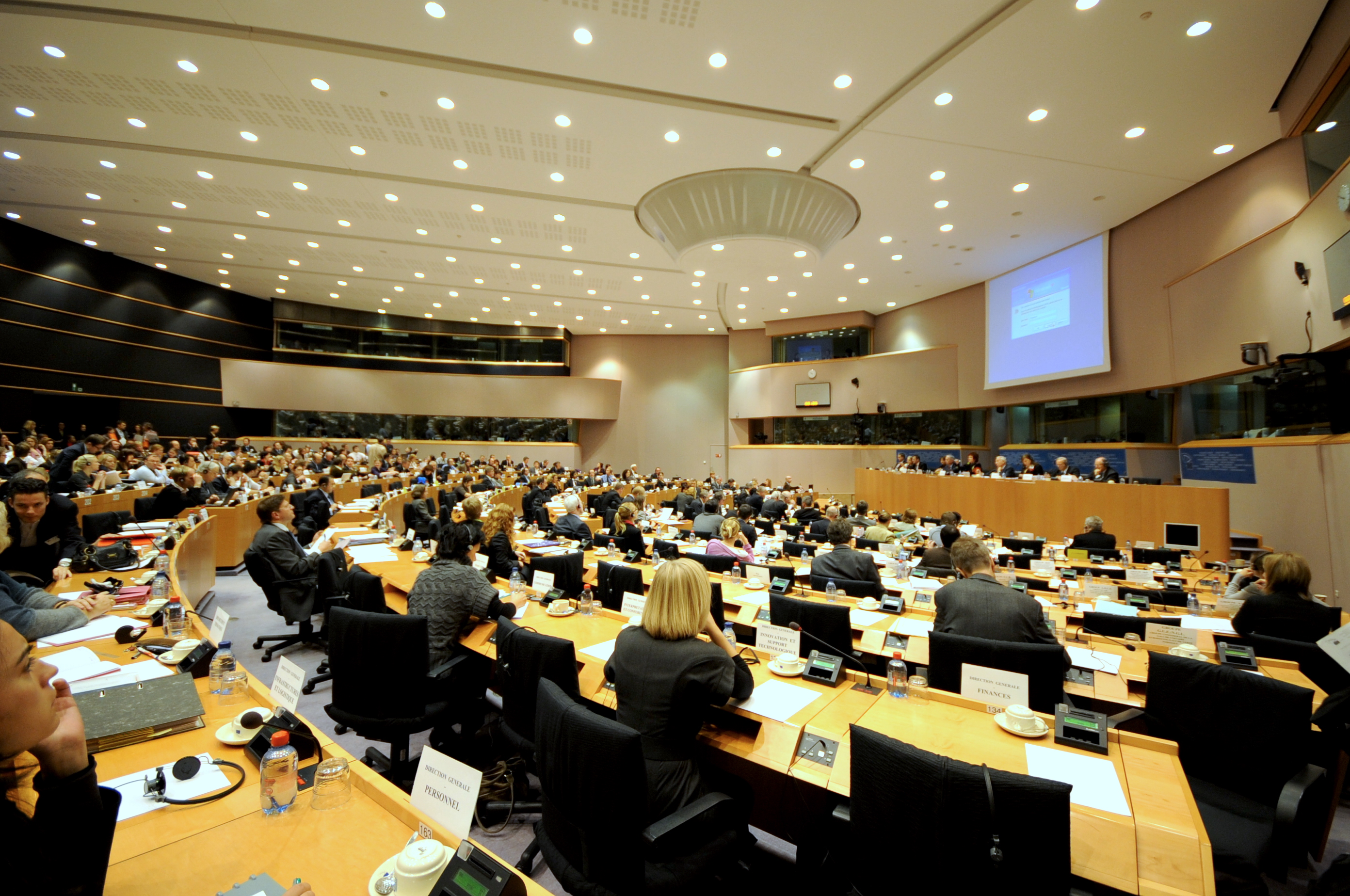
Les membres de la Commission Européenne en séance plénière dans le bâtiment Spaak le 10 novembre 2009.

Les commissions suivantes ont été en place depuis 1995 :
- Commission Santer (1995-1999), suivie d'un intérim de Manuel Marín (Commission Marín) après la démission de la commission en mars 1999 ;
- Commission Prodi (1999-2004) ;
- Commission Barroso I (2004-2009) ;
- Commission Barroso II (2009-2014) ;
- Commission Juncker (2014-2019) ;
- Commission von der Leyen I (2019-2024).
- Commission von der Leyen II (depuis le 1er décembre 2024).

## Compétences

Schéma illustratif des interactions et du fonctionnement des institutions européennes.

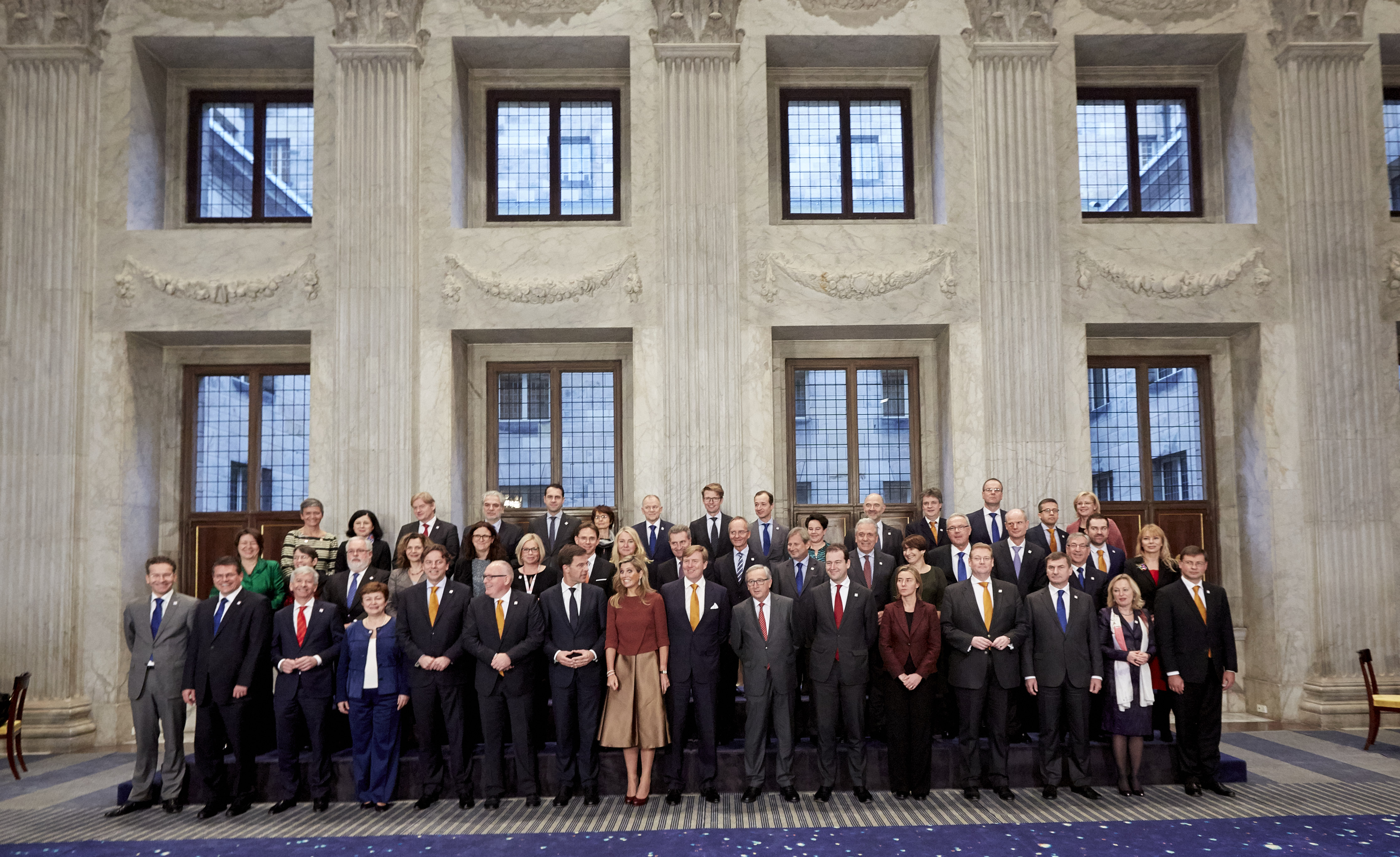
La Commission de Jean-Claude Juncker, photographiée avec le cabinet Rutte II, gouvernement des Pays-Bas, à Amsterdam en 2016.

La Commission se voit confier par l’article 211 du traité de Rome trois rôles principaux :
- un rôle de gardienne des traités (saisie du pouvoir judiciaire) ;
- un rôle de proposition (pouvoir législatif) ;
- ainsi qu’un rôle d’exécution[10] (pouvoir exécutif).

Par ailleurs, la commission est dotée d'autres compétences, comme la négociation des accords de commerce et d’association avec les États tiers, l’établissement de l’avant projet de budget et la gestion des fonds communautaires.
La commission cumule aussi l’essentiel des activités législatives, exécutives et de contrôle de l’application de ses directives.
Les compétences actuelles de la Commission sont énumérées à l'article 17 du Traité sur l'Union européenne.

### Organe exécutif
Les compétences d’exécution de la Commission ne lui appartiennent pas en propre : elles lui sont conférées par le Conseil de l’Union. Cette délégation est la règle depuis l’Acte unique (amendement à l’article 145 TCE, actuel article 202) : le Conseil de l’Union ne peut exercer, directement, ses compétences d’exécution que dans des « cas spécifiques ».
La Commission a aussi un rôle de négociateur des accords de commerce avec le monde.
Dans toutes les négociations commerciales internationales, les États membres sont ainsi représentés par la Commission. Les accords commerciaux (ouvertures des marchés, privatisation des services) engagent donc les États membres par le biais de la Commission. La Commission participe aux négociations pour les « Accords généraux sur le Commerce et les services ». La question de la privatisation des services publics et de leur mise en concurrence, traditionnellement du domaine des États, relève maintenant de la Commission.
Plus de 100 pays dans le monde ont conclu des accords avec l'Union, y compris les pays en voie de développement d'Afrique, des Caraïbes, du Pacifique, ainsi que ceux de l'ex Union Soviétique, qui reçoivent une assistance technique importante.
Ces négociations sont parfois critiquées pour leur absence de transparence, le Commissaire au commerce communiquant de manière jugée insuffisante avec les gouvernements comme avec le Parlement européen.
Cette compétence d’exécution comporte des prérogatives importantes, notamment dans le domaine de la politique agricole commune, ainsi que dans celui de la politique de concurrence, où il lui revient d’autoriser les concentrations et de sanctionner les abus de position dominante et les ententes.

### Gardienne des traités
La Commission, précise l’article 211 TCE, « veille à l’application des dispositions [des traités] ainsi que des dispositions prises par les institutions en vertu de [ceux-ci] ». La Commission est la seule compétente pour être gardienne du droit communautaire car c'est une institution indépendante. Elle dispose pour ce faire de plusieurs moyens d’action. Tout d’abord, elle a la faculté de formuler des recommandations ou des avis, ce qui lui permet d’attirer l’attention des États membres sur d’éventuelles insuffisances ou infractions. Elle peut ensuite engager des actions devant la Cour de justice de l'Union européenne contre un État qui aurait manqué à ses obligations (articles 226 et 228 TCE). Elle dispose de ce pouvoir de saisie de manière discrétionnaire et peut en faire un usage politique, en tolérant, par exemple, certains manquements, et en saisissant, au contraire, la Cour de justice, dans d’autres cas. Elle contrôle enfin l’application des mesures dérogatoires aux traités (on parle de clauses de sauvegarde).

### Force de proposition et moteur de l'intégration

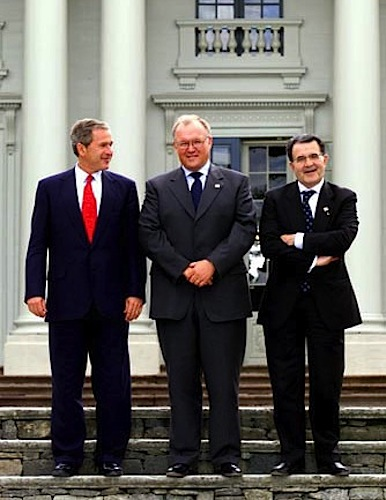
Le 14 juin 2001, Göran Persson, Premier ministre de la Suède (au centre), recevait le président des États-Unis, George W. Bush (à gauche) et Romano Prodi, président de la Commission européenne (à droite).

La Commission a été pensée à l'origine de la construction communautaire comme le moteur de l’intégration. On souhaitait en effet doter le projet européen d’une institution qui soit garante de l’intérêt général et qui par ses propositions puisse favoriser l’adoption d’avancées qui auraient été plus difficiles dans le cadre d’institutions strictement intergouvernementales. L’existence de la Commission est ainsi l’une des singularités les plus remarquables des institutions de l'Union européenne.
La Commission dispose d’un monopole du droit d'initiative, dans le premier pilier de l'Union européenne (pilier supranational relatif aux politiques intégrées : politique agricole commune, union douanière, marché intérieur, euro, etc.) qui lui permet de peser dans la formation des actes du Conseil de l’Union et du Parlement. L’article 250 TFUE accroît encore l’importance de ce rôle : il dispose que le Conseil de l’Union « ne peut prendre un acte constituant amendement de la proposition que statuant à l’unanimité ». Le Conseil de l’Union ne peut ainsi s’écarter de la proposition de la Commission qu’à l’unanimité, ce qui confère parfois à la Commission un rôle de conciliation entre États membres.
En outre, dans le cadre des anciens piliers « politique étrangère et de sécurité commune » (PESC) et « coopération policière et judiciaire » (en matière pénale), la commission partageait ce droit d'initiative avec les États membres.
Le Parlement et le Conseil de l’Union peuvent demander à la Commission qu’elle légifère dans un domaine. Mais la commission, qui a le monopole du droit d'initiative, peut ignorer cette demande. L’article 192 du traité d'Amsterdam (article 225 du Traité sur le fonctionnement de l'Union européenne) précise certes que : « Le Parlement européen peut, à la majorité des membres qui le composent, demander à la Commission de soumettre toute proposition appropriée sur les questions qui lui paraissent nécessiter l'élaboration d'un acte de l'Union pour la mise en œuvre de la Constitution. Si la Commission ne soumet pas de proposition, elle en communique les raisons au Parlement européen. Cependant, la portée réelle de l’article 192 est limitée dans la pratique comme le montre l’exemple suivant : la Cour de justice des Communautés européennes a rendu quatre jugements entre décembre 2007 et juin 2008 affirmant la primauté des droits des entreprises sur ceux des salariés (arrêt Viking, arrêt Laval, arrêt Rüffert, arrêt Commission contre Luxembourg). En réaction, le 22 octobre 2008, le Parlement européen a adopté une résolution contredisant ouvertement la jurisprudence de la Cour, dans laquelle il demande in fine à la Commission de faire une proposition législative sur les conventions collectives transnationales. Mais celle-ci n’a pas donné suite à cette demande. Elle s’est justifiée en affirmant qu’elle « n’en voyait pas à ce stade la nécessité ».

### Livres verts et livres blancs
En règle générale, les livres verts publiés par la Commission ont pour objectif d'initier un débat en faisant le point sur les diverses idées en circulation sur un thème qui ne fait pas l'objet de politiques communautaires spécifiques. Les parties intéressées sont alors invitées à exprimer leurs remarques par écrit. Les livres blancs qui en résultent parfois (mais pas obligatoirement non plus) contiennent alors un ensemble cohérent et argumenté de propositions spécifiques, qui à terme conduiront à une impulsion politique concertée. C'est le cas par exemple du Livre blanc sur l'achèvement du marché intérieur, publié en 1985 et qui débouchera sur la signature de l'Acte unique en février 1986.

## Composition
Les vingt-sept commissaires, nommés sur proposition des gouvernements des États membres, sont généralement issus des majorités politiques nationales. Nommés pour cinq ans, ils forment un collège solidaire. Ils sont choisis en principe « en raison de leur compétence générale […] et parmi des personnalités offrant toutes garanties d’indépendance » (article 17-3 du TUE). Cependant, les commissaires restent issus des partis politiques nationaux au sein desquels ils ont effectué leur carrière politique et auxquels ils doivent leur nomination à la Commission. À l'issue de leur mandat de commissaire, ils retournent, en général, à la vie politique nationale.
Pour certains auteurs, cette indépendance est de plus limitée par leur ouverture aux intérêts des entreprises privées s’exprimant par l’intermédiaire des lobbies. Cela conduit la Commission à être influencée davantage par les lobbies des entreprises privées que par l’intérêt public et général. Pour d’autres, la Commission joue un rôle « d’honnête intermédiaire » entre les différents intérêts représentés par les lobbies.

### Commissaires
Selon l'ancien système institué par le traité d'Amsterdam, la procédure de désignation des membres du collège de la Commission débutait par la désignation par le Conseil réuni au niveau des chefs d’État ou de gouvernement, à la majorité qualifiée, d’un candidat à la présidence. Le Parlement européen approuvait ensuite cette nomination, à la majorité simple. Ainsi, José Manuel Durão Barroso avait été désigné par le Conseil en juin 2004, avant d’obtenir un vote positif du Parlement le 22 juillet. Ensuite, le Conseil adoptait à la majorité qualifiée et d’un commun accord avec le président désigné une liste de candidats pour les postes de commissaire (pas plus d’un par État membre). Avant l’élargissement du 1er mai 2004, les grands États[Lesquels ?], dont la France, disposaient de deux commissaires : le gouvernement français proposait, alors, un représentant du parti majoritaire, au pouvoir, et un membre du principal parti d’opposition. Enfin, le président et les membres de la Commission étaient nommés par le Conseil statuant à la majorité qualifiée, après approbation du Collège par le Parlement. C’était à cette étape que le collège présenté par Barroso le 12 août 2004 avait rencontré des résistances sur plusieurs points : Barroso avait préféré opérer un remaniement avant le vote, qui avait finalement eu lieu le 18 novembre (449 pour, 149 contre et 82 abstentions).
Le traité de Lisbonne modifie ce mode de désignation du président de la Commission en renforçant le poids du Parlement européen dans le processus. Le Conseil européen (et non plus le Conseil réuni au niveau des chefs d’État ou de gouvernement, grâce à l’institutionnalisation du Conseil européen par le Traité de Lisbonne) propose au Parlement européen, à la majorité qualifiée, un candidat à la présidence de la Commission, « en tenant compte des élections au Parlement européen, et après avoir procédé aux consultations appropriées ». Cette désignation préalable qui tient compte de la composition politique du Parlement, tend à rapprocher la procédure de celle connue dans les régimes parlementaires. Le candidat, soumis au vote des parlementaires, est ensuite élu par le Parlement européen « à la majorité des membres qui le composent » (soit 376 voix sur 750 membres). Quant à la suite de la procédure, à savoir la désignation de la liste des commissaires par le Conseil de l'UE, le vote d'approbation du collège au Parlement et la nomination officielle de la nouvelle Commission par le Conseil européen, elle est identique aux dispositions antérieures au Traité de Lisbonne. Il faut ajouter que le Haut Représentant de l'Union pour les affaires étrangères et la politique de sécurité, qui est également Vice-Président de la Commission, chargé des relations extérieures et qui donc à ce titre fait partie du collège des commissaires, fait l'objet d'une désignation particulière avant le vote d'approbation du Parlement européen : il est nommé, avec l'accord du Président de la Commission, par le Conseil européen qui statue à la majorité qualifiée.
Concernant le nombre de commissaires, il était de vingt-huit membres, depuis l'adhésion à l'Union de la Croatie en 2013 et la nomination de Neven Mimica chargé de la protection des consommateurs. Ce nombre est redescendu à vingt-sept commissaires avec le retrait du Royaume-Uni de l'Union européenne au 31 janvier 2020. Dès l'année 2000, la Conférence intergouvernementale précédant le Traité de Nice, s'était penchée sur la question de savoir s'il fallait garder un commissaire par État membre. Elle avait alors pris acte de la volonté des « petits » États de l'Union de conserver ce système de peur de favoriser les « grands » États et décidé qu'il y aurait un nombre de commissaires inférieur à celui des États membres après l'adhésion du 27e État à l'Union. Le Traité de Lisbonne prévoit qu'à partir du 1er novembre 2014, le nombre de commissaires est limité aux deux tiers du nombre d'États membres, soit 18, sauf si le Conseil européen, statuant à l'unanimité, décide de changer ce nombre. Or avec le « non » irlandais lors du premier référendum visant à ratifier le Traité de Lisbonne, le Conseil européen a reculé sur ce sujet. Il a promis dans ses conclusions de la réunion de juin 2009, que l'on reviendrait au système d'un commissaire par État membre, à la condition que l'Irlande ratifie le traité, ce qui a été le cas.
Le président de la Commission peut, avec l'approbation du collège, exiger la démission d'un commissaire. Par ailleurs, le Parlement peut adopter à la majorité des deux tiers des voix exprimées et à la majorité de ses membres une motion de censure du collège, concernant sa gestion. C’est pour éviter le vote d’une motion de censure que la Commission Santer avait démissionné collectivement dans la nuit du 15 au 16 mars 1999. Enfin le Conseil européen, en statuant à la majorité qualifiée, peut mettre fin au mandat du Haut Représentant de l'Union pour les affaires étrangères et la politique de sécurité. Il remet sa démission au président de la Commission, ce dernier pouvant être à l'origine du vote du Conseil européen (articles 17-6, c) et 18-1 du TUE).

### Présidents
Le président de la Commission européenne exerce une des principales fonctions au sein de l'Union européenne. Il préside la Commission et est responsable de la nomination ou du renvoi des 27 commissaires qui la composent. Il détermine le calendrier politique de la Commission.
Le président de la Commission représente l'Union à l'étranger, bien qu'il partage cette prérogative avec le président du Conseil européen et le Haut Représentant (qui siège à la Commission). Cependant, le président, contrairement à un chef de l'État classique, n'établit pas de politique étrangère, ne commande pas de troupes et ne lève pas d'impôts car ces domaines sont principalement hors des prérogatives de l'Union.

## Fonctionnement

### Processus de décision
Le processus de décision suit deux méthodes en vigueur dans l'Union européenne :
- dans la méthode communautaire, qui s'applique aux ex premier et deuxième piliers, la Commission européenne a le monopole du droit d'initiative ; elle se trouve en amont de la procédure de codécision ;
- dans la méthode intergouvernementale, qui s'applique à l'ex troisième pilier, la Commission partage le droit d'initiative avec les États membres.

La Commission est assistée dans son travail par un Secrétariat général ainsi que 44 directions générales (D.G.) et services spécialisés. Les D.G. consultent largement les différents groupes d’intérêt ainsi que les administrations nationales afin de produire des propositions. Ainsi, les propositions qui émanent directement de la seule réflexion des D.G. sont l’exception plutôt que la règle.
Dès l’origine, les représentants des administrations nationales et régionales, les groupes d’intérêt ou lobbies ont été invités à siéger au sein de comités consultatifs : les négociations qui s’y déroulent donnent lieu à la publication de Livres verts et de Livres blancs proposant des pistes pour des actions communautaires.
Quelques exemples de comités consultatifs : Agriculture biologique, Pêche et aquaculture, Chaîne alimentaire et santé animale et végétale, Recherche et sciences, etc.
Les propositions des directions générales (DG) et les autres décisions sont endossées collectivement par la Commission statuant à la majorité de ses membres.
Les réunions du collège des Commissaires sont préparées par des réunions de leurs membres de cabinet (réunions dites « spéciale chefs »), puis par des réunions de leurs chefs de cabinet (réunions dites « Hebdo »). Les points A sont adoptés sans discussion par le collège des Commissaires, les points B sont ceux qui n'ont pu faire l'objet d'un accord au niveau des membres ou des chefs de cabinet.
Si les commissaires sont en principe délivrés de toute subordination nationale et représentent l’intérêt général, il n’en reste pas moins qu’ils conservent naturellement des liens forts avec leur État d’origine, dont il leur arrive de plaider la cause, mais pas seulement,.

### Le rôle des groupes d'intérêts
Objectif fondamental de la Commission, la promotion de l'intérêt général est limitée par l'influence non négligeable des groupes d'intérêt, en vue de servir les intérêts catégoriels, publics ou privés, qu'ils défendent. Le but est de passer en amont du processus normatif. Nonobstant, la Commission souhaite encadrer et rationaliser ce dialogue avec les groupes d'intérêt (Communication de la Commission, 2 décembre 1992), au nom de la transparence. Selon le Corporate Europe Observatory, entre 15 000 et 30 000 personnes travaillent à Bruxelles pour le compte de lobbys, dont 70 % pour le secteur privé (tabac, chimie, automobile, filière laitière, etc.) et 10 % pour des associations (environnement, droits sociaux, femmes, etc.).
La Commission peut en effet, dans les prises de décisions de l’Union européenne, promouvoir l’implication « d’intérêts publics », tels que ceux portés par les associations de consommateurs et de défense de l’environnement (lesquelles reçoivent d'ailleurs des subsides de l'Union à cette fin) ; cependant, en plus d’incitations spécifiques, les firmes privées disposent de ressources significatives, ce qui selon certains leur donnerait plus de chance d’influencer la Commission que les « intérêts publics ». Elles proposeraient même des textes « clefs en main » à la Commission,.

### Communication et langues
La Commission européenne doit appliquer, en principe, la politique linguistique de l'Union européenne.
L'anglais est principalement la langue de travail de la Commission européenne. En 2019, 84 % des originaux de textes sont en anglais contre 2,6 % en français. En revanche, le français et l'allemand ont perdu du terrain bien qu'elles soient bien enseignées en tant que langues étrangères dans tous les pays de l'Union et disposent d'un nombre suffisant de traducteurs pour chacune des autres langues officielles de l'Union européenne alors même que seul le français et l'anglais soient des langues diplomatiques internationales. Dans la pratique, c'est d'abord l'anglais qui est utilisé comme langue de travail. Le français est utilisé dans certaines DG qui sont traditionnellement sous influence de la France (telle que la DG Agriculture)[réf. nécessaire]. L'allemand reste utilisé de manière très marginale. Des documents officiels fixent le régime linguistique et l'emploi du français dans les relations de travail avec la Commission européenne.
Le français, l'anglais et l'allemand étaient aussi les trois seules langues officielles (avant l'élargissement de 1995 et à l'exception du néerlandais) simultanément dans plusieurs pays de l'Union. Si ce seul critère était retenu aujourd’hui, le suédois serait éligible car il est officiel en Suède et en Finlande (et largement compris au Danemark). Depuis l'adhésion récente de Chypre, le grec serait aujourd'hui éligible selon ce critère. Concernant les autres pays européens candidats à l'entrée dans l'Union, le turc remplirait cette condition si la Turquie rejoignait l'Union, ainsi que le croate si la Bosnie-Herzégovine y adhérait (bien que celle-ci considère le bosnien comme une langue différente), et l'italien si la Suisse décidait de faire de même. Toutes les autres langues officielles de l'Union européenne ne le sont au niveau national que dans un seul État membre.
On constate aujourd'hui une certaine discrimination linguistique sur l'anglais, étant donné que certaines offres d'emploi de la Commission européenne ne s'adressent qu'à des candidats dont la langue maternelle est l'anglais.
Toutefois, il faut préciser que les normes de métadonnées (celles sur lesquelles s'appuient les langages de balisage courants tels que HTML et XML et leurs variantes) sont actuellement[Quand ?] exclusivement disponibles en anglais. Ces normes ont été essentiellement d'origine américaine, bien que leurs organismes se soient ouverts à des participants internationaux (notamment européens, mais aussi canadiens, chinois, japonais et russes) qui ont milité pour leur traduction dans d'autres langues.
L'organisation adoptée pour la gestion des données de référence fait l'objet de la norme ISO/CEI 11179 sur les registres de métadonnées. Les normes de métadonnées conditionnent le cadre commun d'interopérabilité européen et les schémas de classification des données (glossaires, thésaurus documentaire, taxinomies). Aucune transposition de ces normes n'a été effectuée par les organismes de normalisation des États de l'Union européenne. Ces normes sont nécessaires pour la mise en œuvre des outils de gestion des données géospatiales (directive INSPIRE).

### Lobbying
Quelque 12 500 lobbys, employant 26 500 personnes de façon régulière, sont enregistrés auprès de la Commission européenne. Cette dernière les fait intervenir à tous les niveaux de l'élaboration des lois comme l'explique le journaliste Jean Comte, du site Contexte.
Considérée comme la première place forte des lobbys au monde, Bruxelles s’est également dotée d’une réglementation afin d’en limiter les abus, mais celle-ci reste peu contraignante et n’est assortie d'aucunes sanctions réelles. Ainsi, les pantouflages et conflits d’intérêts sont monnaie courante.

## Commissaires et administration
Les commissaires et administrations de la Commission européenne sont, :
| Commissaire                                                                           | Administration |
| ------------------------------------------------------------------------------------- | --- |
| Président et vice-présidents                                                          | - Secrétariat général |
| Président                                                                             | - Service juridique ; - Direction générale de la communication ; - Direction générale pour inspirer, débattre, engager et accélérer l’action.                                                                                   |
| Une Europe adaptée à l’ère du numérique                                               | - Direction générale de la concurrence |
| Une économie au service des personnes                                                 | - Direction générale du commerce |
| Haut représentant de l'Union pour les affaires étrangères et la politique de sécurité | - Service européen pour l'action extérieure ; - Service des Instruments de politique étrangère. |
| Budget et administration                                                              | - Direction générale du budget ; - Direction générale des ressources humaines et de la sécurité ; - Services numériques ; - Direction générale de la traduction ; - Direction générale de l’interprétation.                     |
| Emploi et droits sociaux                                                              | - Direction générale du travail, des affaires sociales et de l’inclusion |
| Économie                                                                              | - Direction générale des affaires économiques et financières ; - Direction générale de la fiscalité et des douanes ; - Eurostat.                                                                                                |
| Agriculture                                                                           | - Direction générale pour de l'Agriculture et développement rural |
| Marché intérieur                                                                      | - Direction générale des réseaux de communication, du contenu et des technologies ; - Direction générale du marché interne, de l’industrie, de l’entreprenariat et des PME ; - Direction générale de la défense et de l'espace. |
| Cohésion et réformes                                                                  | - Direction générale de la politique régionale et urbaine ; - Direction générale de l’appui à la réforme structurelle. |
| Santé et sécurité alimentaire                                                         | - Direction générale de la Santé et de la Sécurité alimentaire ; - Autorité européenne de préparation et de réaction en cas d’urgence sanitaire.                                                                                |
| Justice                                                                               | - Direction générale de la Justice et des consommateurs ; - Service d'audit interne. |
| Affaires intérieures                                                                  | - Direction générale de l’immigration et de l’intérieur. |
| Gestion des crises                                                                    | - Direction générale de la protection civile et des opérations d’aide humanitaire européennes |
| Transports                                                                            | - Direction générale de la mobilité et des transports |
| Voisinage et élargissement                                                            | - Direction générale du voisinage et des négociations d'élargissement |
| Partenariats internationaux                                                           | - Direction générale des partenariats internationaux |
| Énergie                                                                               | - Direction générale de l'énergie |
| Environnement, océans et pêche                                                        | - Direction générale de l'Environnement ; - Direction générale de la pêche et des affaires maritimes. |
| Services financiers, stabilité financière et union des marchés des capitaux           | - Direction générale de la stabilité financière, des services financiers et du marché unique des capitaux. |
| Innovation, recherche, culture, éducation et jeunesse                                 | - Direction générale de la recherche et de l’innovation ; - Direction générale de l’éducation, jeunesse, sport et culture ; - Centre commun de recherche.                                                                       |
| Action pour le climat                                                                 | - Direction générale de l’action pour le climat |